# 罗夫诺州州长
罗夫诺州州长（烏克蘭語：Рівненська обласна державна адміністрація）是罗夫诺州行政部门的负责人。该职位由乌克兰总统任命。现任州长为亚历山大·科瓦利。